# Virieu-le-Petit

Virieu-le-Petit este o comună în departamentul Ain din estul Franței.